# Prondines
Prondines település Franciaországban, Puy-de-Dôme megyében. Lakosainak száma 273 fő (2022. január 1.). Prondines Briffons, Cisternes-la-Forêt, Gelles, Heume-l’Église, Puy-Saint-Gulmier, Saint-Hilaire-les-Monges, Sauvagnat és Tortebesse községekkel határos.

## Népesség
A település népességének változása:
| Lakosok száma | 266  | 261  | 269  | 260  | 260  | 261  | 265  | 269  | 273  |
|               | 2013 | 2015 | 2016 | 2017 | 2018 | 2019 | 2020 | 2021 | 2022 |